# 荒牧慶彦
荒牧 慶彦（あらまき よしひこ、1990年2月5日 - ）は、日本の俳優、プロデューサー、実業家。東京都出身。HIROZ・HIROZ SEVEN+旧メンバー。Pasture代表取締役社長、同社所属。日本2.5次元ミュージカル協会理事。
自身の俳優活動と並行し、イベントや舞台の企画・プロデュースを行っている（#企画・プロデュース参照）。

## 経歴
HIROZより派生したHIROZ SEVEN+メンバーとして2011年10月26日にエイベックス・エンタテインメントよりメジャー1stミニアルバム『サムライロード』をリリースし、メジャーデビュー。2012年4月に脱退。
2012年ミュージカル『テニスの王子様』2nd Season 比嘉中・甲斐裕次郎役で本格的にデビュー。以降舞台を中心に活動中。
2015年6月30日までメインキャストプロダクションに所属しており、その後フリーを経て同年10月14日にトキエンタテインメントに所属。
2017年、舞台『初恋モンスター』で舞台単独初主演を果たす。ゲーム『戦刻ナイトブラッド』で声優初挑戦。同年5月、1st写真集『L.M.N.』を発売。11月、台湾で初の海外イベントを行う。
2018年12月31日、2019年3月31日付でトキエンタテインメントを退社しフリーランスで活動することを発表。
2019年1月、自身としては初の2.5次元映画作品となる『映画刀剣乱舞』が公開され、舞台版と同様に山姥切国広役で出演した。
2021年4月1日、自身のTwitterにて個人事務所Pasture所属の俳優という形で活動していくことを発表。また、同社の代表取締役社長も兼任している。
2023年、「舞台『刀剣乱舞』山姥切国広 単独行 -日本刀史-」では単独行の名の通り、刀剣男士は自身が演じる山姥切国広のみの出演のほか、1人で何役もの歴史上の人物を演じるなどシリーズの中で初となる試みを乗り切った。
2025年2月、日本2.5次元ミュージカル協会の理事に就任。

## 人物
中学時代はバスケットボール部、高校時代はテニス部に所属。特技は剣舞、棒術、テニス、ピアノ、歴史人物のモノマネ。趣味はアニメ鑑賞。ゲーム（FPS）、時にサバイバルゲーム、ドライブも好き。隙があれば寝るくらい寝ることが大好き。あだ名は、あらまっきー、まっきー。
大学では経済学を専攻。
俳優の道を目指したきっかけは「『就職先は銀行かな』なんて考えていた時、ずっと心の奥にあった俳優の夢が突然浮かんできたんです。今やらなければ永遠に縁がないだろう、と。当然、親は猛反対。でも『25歳で芽が出なければ就職する』という条件でチャンスをくれた。初めて出演した2.5次元ミュージカルを観た親が、『ここで頑張れるなら』と認めてくれた時は嬉しかったですね」と話す。
三国志が好きで趙雲に憧れている。2022年の「俳優デビュー10周年記念公演 殺陣まつり〜和風三国志〜」で趙雲を演じたほか、2024年に三国志をテーマに企画した「剣劇『三國志演技〜孫呉』」では周瑜を演じている。
自身のTwitterアカウント開設5周年記念の2018年6月に時間限定で、自身の投稿へのリプライに対しランダムに返信を行う「リプ返祭り」を始め、SNS上での交流の機会を設けており、以降、年1回・時間限定のリプ返祭りが半ば恒例となっている。
キャラクターを演じることについて
解釈が違ったらどうしようと思ったことはあまりないと話している。「僕自身がアニメや漫画を好きだからわかるんですけど、アニメとか漫画とかゲームって、そのキャラクターの映ってない瞬間があるじゃないですか。そのときにキャラクターが何をしているのか、どんな歩き方をするのか、どんな癖があるのか。そういう解釈を広げられるのがこの仕事。その解釈が見ている方と違ったら『すみません、違ったんですね』となりますけど、実際は『解釈が広がりました』と言ってくださることがすごく多くて。役者冥利につきます。あと、2.5次元は人が演じる分、人間くさくなって愛せる部分も増えると僕は思っていて。その余白を埋める感じが楽しいです。」と話す。自身が演じたことにより「キャラクターの魅力が深くなった」と言われることは嬉しく、楽しみでもあるとも話していた。
また「キャラクターの説明書がすでにお客様に配られてる状態。解釈を合わせるのが難しいけど、そこが面白いところである」「役が決まったら、調べられるだけ調べて、漫画とかアニメとかずっと作品に触れてる時間を作る。今まで難しかったのは『関西弁のお笑い芸人』っていうのが…キャラクタービジュアルが目が細いっていう設定なので、ずっと細めて立ってたりしてました」と答えている。
共演者から
北村諒から「まっきーはどの作品でも期待を裏切らないから安心感がある」と言われている。
水江建太には「まっきーさんはいつも真っ直ぐで、表と裏がないんですよ。頼りになる先輩で尊敬していますが、抜けているところが多少あります （笑）。基本はしっかりベースなんですけど、たまに天然が顔をだすので、そこが逆にいいなと思います。」「舞台上では華があって目が惹きつけられる存在なのはもちろんですが、最近気づいたのは空き時間によく小ボケを挟んでくる。やる前に“今から小ボケするよ”的な顔をするんです。その顔が一番、輝いています」と言われている。
2.5次元舞台への思い
「2.5次元舞台というのは、昔からある言葉ではありませんし、新興勢力としてどうしても、偏見を持たれていると感じることが少なくありません。そこを僕は変えていきたいと思っている」と話しており、2.5次元界を牽引していく姿勢を見せている。

## Pasture
- 自身が代表をつとめる芸能事務所。2019年に設立[32]。
- 2022年に行った男性俳優オーディションで司波光星と田中朝陽が合格。同年9月に田中涼星と君沢ユウキが所属、冨田昌則が業務提携となった[33]。
- 2023年11月から高橋祐理が所属[34]。
- 2024年6月1日、Pastureチャンネルを開設[35]。翌日に植田圭輔の所属が発表された[36]。同年10月よりキングレコードとの企画によるバラエティー番組『パスキン』が放送開始[37]。

### 理念
事務所の理念について次のように述べている。
「僕が稼ぐから、君たちからは最低限の経費でいいから（俳優業を）頑張りなよ」と俳優から搾取するようなことのない環境にしたいと話している。

## 出演

### 舞台
2012年
- ミュージカル・テニスの王子様2ndシーズン 青学vs比嘉（12月 - 2013年2月） - 甲斐裕次郎 役

2013年
- ミュージカル・テニスの王子様2ndシーズン - 甲斐裕次郎 役
  - テニミュ サポーターズクラブ プレミアム パーティー vol.5（3月）
  - ミュージカル・テニスの王子様2ndシーズン Dream Live 2013（4月 - 5月）
  - 全国 青学vs氷帝 （7月 - 9月）

- ラズベリーボーイ！！（10月）
- 鬼切姫 第二章『来るべき日』（11月）- 烏丸大蔵（） 役

2014年
- ミュージカル『忍たま乱太郎』第5弾～新たなる敵！～（1月） - 立花仙蔵 役
- LIVE ACT『BLAZBLUE』～CONTINUUM SHIFT～（3月） - ジン＝キサラギ 役
- 幕末奇譚 SHINSEN5～外伝～（4月） - 山崎烝 役
- ミュージカル・テニスの王子様2ndシーズン 春の大運動会2014（4月）紅組
- 水木英昭プロデュース『眠れぬ夜のホンキートンクブルース第二章～復活～』（5月） - Wキャスト・東京公演出演
- ミュージカル『忍たま乱太郎』第5弾再演～新たなる敵！～（6月 - 7月） - 立花仙蔵 役
- 舞台『K』（8月） - 夜刀神狗朗（やとがみ くろう）役
- シチュエーション劇『総合商社 高島商事』～今、これですよね！（8月） - 住友健一 役
- 舞台『炎の蜃気楼昭和編』 夜啼鳥ブルース（9月） - 笠原尚紀 / 直江信綱 役
- ミュージカル・テニスの王子様2ndシーズン Dream Live 2014（11月） - 甲斐裕次郎 役
- シチュエーション劇『総合商社 高島商事』～今これでしょ～第2回公演（12月） - 住友維（すみともつなぐ） 役

2015年
- ミュージカル『忍たま乱太郎』第6弾～凶悪なる幻影！～（1月） - 立花仙蔵 役
- シチュエーション劇『総合商社 高島商事』～今、これですよね！（2月・3月） - 住友維 役
- 曇天に笑う（2月 - 3月） - 青木弥次郎 役
- 極上文學『草迷宮』（3月 - 4月） - 明 役、菖蒲 役
- ミュージカル『薄桜鬼』黎明録（5月 - 6月） - 沖田総司 役
- K 第二章-AROUSAL OF KING-（8月） - 夜刀神狗朗 役
- 舞台『炎の蜃気楼昭和編』瑠璃燕ブルース（10月） - 笠原尚紀 / 直江信綱 役
- WBB vol.9『殺意は月夜に照らされて』（11月）

2016年
- ミュージカル『薄桜鬼』新選組奇譚（1月） - 沖田総司 役
- 美男高校地球防衛部LOVE!活劇!（3月） - 蔵王立 役
- 朗読劇『雲は湧き、光あふれて』（3月）
- 舞台『刀剣乱舞』 - 山姥切国広 役
  - 舞台『刀剣乱舞』 虚伝 燃ゆる本能寺（5月） 
  - 舞台『刀剣乱舞』虚伝 燃ゆる本能寺 ～再演～（12月 - 2017年1月）

- 戦国無双 ～四国遠征の章～（6月 - 7月） - 小早川隆景 役
- K -Lost Small World-（7月） - 伏見仁希（ふしみ にき）役
- ミュージカル『薄桜鬼』HAKU-MYU LIVE 2（8月）
- 舞台『炎の蜃気楼昭和編』夜叉衆ブギウギ（10月） - 笠原尚紀 / 直江信綱 役

2017年
- 初恋モンスター（3月） - 主演・高橋奏 役
- ミュージカル『薄桜鬼』原田左之助篇（4月） - 沖田総司 役
- 舞台『刀剣乱舞』 - 山姥切国広 役
  - 舞台『刀剣乱舞』義伝 暁の独眼竜（6月 - 7月）
  - 舞台『刀剣乱舞』外伝 此の夜らの小田原（11月） - 主演
  - 舞台『刀剣乱舞』ジョ伝 三つら星刀語り（12月） - 主演

- あんさんぶるスターズ！エクストラ・ステージ～Judge of Knights～（9月） - 朔間凛月 役
- KーMISSING KINGS（10月） - 主演・夜刀神狗朗 役

2018年
- あんさんぶるスターズ!オン・ステージ～To the shining future～（1月 - 2月） - 朔間凛月 役
- ミュージカル・テニスの王子様2ndシーズン Dream Live 2018（5月） - ゲスト出演
- 舞台『刀剣乱舞』悲伝 結の目の不如帰（6月 - 7月） - 山姥切国広 役
- 戦刻ナイトブラッド（8月） - 上杉景勝 役
- リーディングドラマ『シスター』（9月）
- あんステフェスティバル（9月） - 朔間凛月 役
- 音楽朗読劇『ヘブンズ・レコード ～青空篇～』（10月）

2019年
- MANKAI STAGE『A3!』
  - MANKAI STAGE『A3!』～AUTUMN & WINTER 2019～（1月 - 3月） - 月岡紬 役
  - MANKAI STAGE『A3!』～SPRING 2019～（4月 - 6月） - 月岡紬 役

- 恋を読む『ぼくは明日、昨日のきみとデートする』（3月）
- 舞台『刀剣乱舞』 - 山姥切国広 役
  - 舞台『刀剣乱舞』慈伝 日日の葉よ散るらむ（6月 - 8月） - 主演
  - 舞台『刀剣乱舞』維伝 朧の志士たち（11月 - 2020年1月）※声のみ出演

- サザエさん（9月 - 10月） - 磯野カツオ 役
- イノサン musicale（11月 - 12月） - ジャック 役

2020年
- 舞台『憂国のモリアーティ』（1月 - 2月） - 主演・ウィリアム・ジェームズ・モリアーティ 役
- 狂⾔公演『能楽男師～雁礫（がんつぶて）・附子～』（3月）
- MANKAI STAGE『A3!』～WINTER 2020～（8月） - 月岡紬 役
- REAL⇔FAKE SPECIAL EVENT Cheers, Big ears！2.12-2.13（2月）
- リーディングステージ『法廷の王様』（8月） - 主演・霧島連次郎 役
- 『ヒプノシスマイク-Division Rap Battle-』Rule the Stage -track.3-（10月） - 白膠木簓 役
- STAGE GATE VR シアター vol.2『Equal-イコール-』（リーディングスタイル）（10月）
- 舞台PSYCHO-PASS サイコパス Virtue and Vice 2 （11月 - 12月） - 神宮寺司 役

2021年
- 舞台『刀剣乱舞』 - 山姥切国広 役
  - 舞台『刀剣乱舞』天伝 蒼空の兵 -大坂冬の陣-（1月 - 3月）
  - 舞台『刀剣乱舞』无伝 夕紅の士 -大坂夏の陣- （4月 - 6月）※声のみ出演

- FAKE MOTION -THE SUPER STAGE-（4月 - 5月） - 主演・織田佐之助 役
- 明治座プレミアム倶楽部presents 即興！ 朗読らくご会 vol.1（5月）
- MANKAI STAGE『A3!』～WINTER 2021～（5月 - 6月） - 月岡紬 役
- 舞台『憂国のモリアーティ』case 2（7月 - 8月） - 主演・ウィリアム・ジェームズ・モリアーティ 役
- 『ヒプノシスマイク -Division Rap Battle-』Rule the Stage -Battle of Pride-（8月） - 白膠木簓 役
- 明治座プレミアム倶楽部presents 即興！ 朗読らくご会 vol.2（10月）
- バクマン。THE STAGE（10月） - 主演・高木秋人 役（W主演）
- あいつが上手で下手が僕で（12月） - 時浦可偉 役

2022年
- 『ヒプノシスマイク-Division Rap Battle-』Rule the Stage-track.5-（1月）※映像出演
- REAL⇔FAKE QUEEN RECORDS SUPER LIVE（2月）
- MANKAI STAGE『A3!』 - 月岡紬 役
  - MANKAI STAGE『A3!』 Troupe LIVE～WINTER 2022～（2月）
  - MANKAI STAGE『A3!』～SPRING 2022～（5月）
  - MANKAI STAGE『A3!』～Four Seasons LIVE 2020～（9月）

- 舞台『刀剣乱舞』綺伝 いくさ世の徒花（3月 - 5月）※声のみ出演
- ゲゲゲの鬼太郎（7月 - 8月） - 主演・ゲゲゲの鬼太郎 役
- AD-LIVE 2022（9月）
- ノリウチ！～ヒューリックホール東京店～特別出張編（10月）
- 朗読×和楽器『天守物語』（10月）
- 『ヒプノシスマイク-Division Rap Battle-』Rule the Stageどついたれ本舗 VS Buster Bros!!!（9月 - 10月） - 白膠木簓 役
- あいつが上手で下手が僕で 2ndシーズン（11月 - 12月） - 時浦可偉 役
- 荒牧慶彦 俳優デビュー10周年記念公演 殺陣まつり～和風三国志～（12月） - 主演・趙雲 役

2023年
- MANKAI STAGE『A3!』～WINTER 2023～（1月 - 2月） - 月岡紬 役
- あんさんぶるスターズ！THE STAGE -Party Live-（3月）
- Stray Cityシリーズ Club キャッテリア（5月） - ラグドール 役荒牧慶彦プロデュース
- 『ヒプノシスマイク -Division Rap Battle-』Rule the Stage - 白膠木簓 役
  - 『ヒプノシスマイク -Division Rap Battle-』Rule the Stage Rep LIVE side D.H（5月・6月・7月）
  - 『ヒプノシスマイク -Division Rap Battle-』Rule the Stage Battle of Pride 2023-（9月）

- ミュージカル『I'm donut ?』（6月 - 7月） - プロデューサー、悪魔マキア 役
- 舞台『刀剣乱舞』 - 山姥切国広 役
  - 舞台『刀剣乱舞』七周年感謝祭 -夢語刀宴會-（8月）
  - 舞台『刀剣乱舞』山姥切国広 単独行 -日本刀史-（10月 - 11月） - 主演

- REAL⇔FAKE FOR GOOD（2023年8月14日、東京国際フォーラム ホールA）
- BREAK FREE STARS（10月 - 11月）※映像出演
- 神戸セーラーボーイズ 定期公演 vol.1『ロミオとジュリアス』『Water me! ～我らが水を求めて～』（11月）※アフタートーク出演

2024年
- 剣劇『三國志演技～孫呉』（4月） - 主演・周瑜 役（W主演）
- あいつが上手で下手が僕で - 時浦可偉 役
  - あいつが上手で下手が僕で-決戦前夜篇-（5月）※映像出演
  - あいつが上手で下手が僕で 人生芸夢篇（11月）

- Experimental Theater『結合男子』（5月） - 舎利弗玖苑（） 役
- Stray City シリーズ Club ドーシャ（8月） - ラグドール 役 荒牧慶彦プロデュース
- 舞台『ハンドレッドノート～暗闇に消えた月～』（10月） - 日替わりゲスト
- あくたーず☆りーぐ さんにんのおうさまのおはなし（11月） - しつじ 役

2025年
- 舞台タメ劇 vol.1『タイムカプセル Bye Bye Days』（1月） - うみお（徳留海雄） 役
- マーダーミステリーシアター『殺意の代償』（3月）
- チェリまほ The Musical～30歳まで童貞だと魔法使いになれるらしい～（4月） - 黒沢優一 役
- ミュージカル『フラガリアメモリーズ』～純真の結い目～（5月 - 6月） - ハンギョン 役 ※映像出演
- あんさんぶるスターズ！THE STAGE -Desperate Checkmate-（5月 - 6月） - 朔間凛月 役
- Fantasy Musical『バースデー』（6月）
- ゲゲゲの鬼太郎2025（8月） - 主演・ゲゲゲの鬼太郎 役
- 劇団おぼんろ 第26回本公演『ラルスコット・ギグの動物園』（9月12日、Mixalive TOKYO Theater Mixa） ‐日替わりゲスト
- 舞台『忘却バッテリー』（10月） - 要圭 役
- 剣劇『三國志演技〜曹魏』（11月 - 12月上演予定） - 袁紹 役

### テレビドラマ
- ラズベリーボーイ（2013年、TOKYO MX）
- ラブホの上野さん 第10話（2017年、フジテレビ）
- 木ドラ25 『テレビ演劇 サクセス荘』（テレビ東京） - サー 役
- 1期（2019年）[141]
- 2期（2020年）[142]
- 3期 第12話（2021年）[143]
- REAL⇔FAKE（MBS/TBS） - 牧野凪沙 役
- 1期（2019年）[144]
- “One Day’s Diary“ 凪沙&征行編（2020年、TBSチャンネル2）[145]
- 2期（2021年）[146]
- Final Stage（2023年）[147]
- 貴族誕生 -PRINCE OF LEGEND-（2019年、日本テレビ） - 寿希也 役[148]
- FAKE MOTION -たったひとつの願い-（2021年、日本テレビ） - 織田佐之助 役[149]
- アイカツプラネット! 第7話（2021年、テレビ東京） - 早柿聡一郎 役
- 土方のスマホ（2021年、NHK総合） - 沖田総司（声） 役
- あいつが上手で下手が僕で（日本テレビ） - 時浦可偉 役
  - シーズン1（2021年）
  - シーズン2（2023年）[150][151]
  - 巡巡決勝篇（2024年）[126]
- たびくらげ探偵日記（2022年、MBS） - 坂牧洋平 役[152]
- 悪女（わる）〜働くのがカッコ悪いなんて誰が言った?〜 第1話（2022年、日本テレビ） - 白田哲士 役[153]
- Stray Cityシリーズ「ドラマ『Club キャッテリア』〜ラグとラガ〜」（2024年、日本テレビ） - ラグドール 役[154]
- 奪われた僕たち（2024年、MBS） - 主演・光見京 役（W主演）[155]
- 君とゆきて咲く〜新選組青春録〜（2024年、テレビ朝日） - 桂小五郎（木戸孝允）役[156]

### 映画
- DANCE!DANCEDANCE!!（2014年） - 池上拓巳 役[157]
- 青春ディスカバリーフィルム〜いつだって青春編〜（2015年）「純愛ストーカーくん」[158]
- 第九条（2016年）[159][160][161]
- MOONBOW - イツキ 役
- お江戸のキャンディー2（2017年） - 都夏猛 役[162]
- 普通じゃない職業（2017年） - シンヤ 役[163]
- シュウカツ3（2018年）第2話『遺産』 主演[164]
- 映画刀剣乱舞 シリーズ - 山姥切国広 役
  - 継承（2019年）[11][165]
  - 黎明（2023年）
- AI探偵（2019年） - 鍵山公彦 役[166]
- 貴族降臨 -PRINCE OF LEGEND-（2020年） - 寿希也 役[167]
- 映画演劇 サクセス荘（2021年） - サー 役[168]
- MANKAI MOVIE『A3!』〜AUTUMN & WINTER〜（2022年） - 月岡紬 役[169]
- 『ヒプノシスマイク -Division Rap Battle-』Rule the Stage《どついたれ本舗 VS Buster Bros!!!》-Cinema Edit-（2023年） - 白膠木簓 役[170]
- ゲネプロ★7（2023年） - 芥川拓登 役[171]
- プロジェクト・カグヤ（2025年公開予定） - 主演・赤橋湊人 役（W主演）[172]

### オリジナルビデオ
- さとるだよ（2015年）[173]

### WEBドラマ
- 愛車探偵は貴方のクルマの天使になれるか!?（2015年 - 2016年、Youtube） - 三宅 役
- 小世界家の秘密（2020年、Twitter） - 小世界ヨシヒコ 役[174]
- 恋、ランドリー。（2020年、Hulu） - 小板勝 役[175]
- マルチ演劇 サクセス荘3 第6話（2021年、auスマートパスプレミアム） - サー 役
- Hitch×Hock（2021年、smash.） - 佐藤正人 役
- 即興劇 マーダーミステリー〜探偵はすべからく噓をつく〜（2021年、スカパー!オンデマンド / BSスカパー!） - 家達しろく 役[176]
- 夢路空港（2022年4月16日、オンライン劇場「ZA」） - 天翔 役[177]

### テレビ番組
- 舞台『刀剣乱舞』密着スペシャル（2017年、日テレプラス）[178]
- 舞台『刀剣乱舞』悲伝 結いの目の不如帰 密着ドキュメンタリー（2018年、テレビ東京）[179]
- 『映画刀剣乱舞』裏側スペシャル〜銀幕の刀剣男士〜（2018年、日テレプラス）[180]
- 密着・荒牧慶彦〜Master piece 『彼』を創るもの〜（2019年、日テレプラス）[181]
- 舞台『刀剣乱舞』×新次元劇場 〜新たなエンタテインメントへの挑戦（2021年、TBS）[182]
- 古代エジプト展 天地創造の神話×荒牧慶彦（2021年、日テレプラス）[183]
- 密着『映画刀剣乱舞-黎明-』（2023年、日テレプラス）[184]
- 趣味どきっ！ 体ととのう おうち薬膳（2023年、NHK Eテレ）[185][186]

#### バラエティ
- 2.5次元ナビ！（日テレプラス）[187]
- MAG!C☆PRINCEのマジ☆弟子 SEASON2 第3回（2017年、テレビ東京）
- 2.5次元男子推しTV シーズン2 第1回（2017年、WOWOWライブ）[188]
- 荒牧くんと高崎くん〜瀬戸内海一周、ドライブふたり旅〜（2018年、TBSチャンネル2）[189][190]
- 翔太さまと執事西山のオタワムレ・破（2018年、フジテレビTWO / フジテレビ）[191][192]
- ネプリーグ（2019年 - 、フジテレビ） - 不定期出演[詳細 1]
- 荒牧慶彦 presents ARAMAKINGDOM〜アラマキングダム〜 あらまき王子のお助け戦記（TBSチャンネル2）
  - 第1・2章（2019年）[200]
  - 第3・4章（2020年）[201]
- 林修の今でしょ!講座（2020年、テレビ朝日）[202]
- 有吉ゼミ（2020年・2022年、日本テレビ）[205]
- 潜入！リアルスコープ（2021年、フジテレビ）[206]
- ものまねグランプリ ザ・トーナメント2021（2021年、日本テレビ）[207]
- クラッシュパーク（2020年、日本テレビ）[208]
- 疑場-GIJOU-（2021年、日本テレビ）[209]
- ろくにんよれば町内会（2022年 - 2023年、日本テレビ） - レギュラー[210]
- 所さん！事件ですよ（2022年、NHK総合）[211]
- ヒルナンデス!（2022年、日本テレビ） - 月曜シーズンレギュラー[212][213][注釈 4]
- プレミアの巣窟（2022年、フジテレビ）[216]
- ポップUP!（2022年、フジテレビ）[217]
- 占いリアリティーショー どこまで言っていいですか？（2022年、テレビ東京）[218]
- 陣JIN -陣地争奪バトル-（2022年、日本テレビ）[219]
- 解決策とかなくていいので 聞いてもらっていいですか？（2023年、日本テレビ）[220]
- 1億人の大質問!?笑ってコラえて！（2023年、日本テレビ）[221]
- トラベラーズ・ハイ（2024年、フジテレビ） - MC[222][223]
- パスキン！（2024年 - 、TOKYO MX 他）[37]
- 〜企画プレゼンバラエティ〜これ採用っスカ?（2025年放送、TBS）[224]

#### 音楽番組
- MUSIC FAIR（2019年、フジテレビ）[225]
- 五木ひろしの変な異次元酒場（2019年、歌謡ポップスチャンネル）[226]
- ディズニー365 プラス（2020年、ディズニー・チャンネル）[227]
- 2020FNS歌謡祭 夏（2020年、フジテレビ）[228]
- オダイバ!!超次元音楽祭（2020年・2021年、フジテレビ 他）[231]

### 配信番組
- 荒牧慶彦の「荒牧場」（2015年 - 2019年、ニコニコ生放送）[232][233]
- 私のAIする王子様 シーズン1 第1・2話（2018年、GYAO! ）[234]
- ヨルヨミ #14 荒牧慶彦「人でなしの恋」（江戸川乱歩）（2019年、dTVチャンネル）
- 荒牧慶彦の「ゆるまきば」（2019年 - 、ニコニコ生放送）[235]
- チャノマップ（2019年8月29日 - 、YouTube）
- 刀剣乱舞 大演練 〜控えの間〜（2020年、DMM.com）[236]
- 中山秀征のカフェする！？（2020年、ネスレアミューズ）
- a-nation online 2020 Purple Stage 『俺たちだって#第七世代 ！！ 』（2020年、YouTube）[237]
- Bar よしまきあらひこ（2020年、ニコニコ動画）[238][239]
- 荒牧慶彦 ANOTHER WORLD（2020年、dTVチャンネル）[240]
- 主役の椅子はオレの椅子シーズン2 #1 - 3（2022年、ABEMA SPECIALチャンネル）[241]
- カミシモおんらいん！〜最強コンビ決定戦〜（2023年、Streaming+）[126]

### ネット配信
- リモート配信劇場「うち劇」第4弾『サイレント ヴォイス』（2020年） - 平健吾 役[242]
- Online ♥ Reading『百合と薔薇』Vol.01（2020年）[243]
- ひとりしばい（2020年）[244]

### WEBラジオ
- イケヴァン生ラジオ 誘惑のブラッドパーティ（2017年 - 2019年、ニコニコ生放送）
- オールナイトニッポンi 『荒牧慶彦と松田凌のおしゃべや』（2017年 - 2019年、ニッポン放送）[245]
- 荒牧慶彦の1聞いて10知るラジオ（2018年、マンガPark）
- MANKAI STAGE『A3!』ラジオ（2019年 - 2022年、ニッポン放送）※不定期出演
- 刀剣乱舞2.5ラジオ（2019年 - 2022年、ニッポン放送）[詳細 2]
- 荒牧慶彦と水江建太のオールナイトニッポンX（2021年、ニッポン放送）[253]
- オールナイトニッポン0（ZERO）〜刀剣乱舞2.5ラジオスペシャル〜（2021年、ニッポン放送）[254]

### テレビアニメ
- サンリオキャラクターズ ポンポンジャンプ!（2017年 - 2020年、BSフジ） - リオスカイピース
- 戦刻ナイトブラッド（2017年） - 上杉景勝[255][256]
- その時、カノジョは。（2018年） - コウスケ[257][258]

### ゲーム
- イケメンヴァンパイア◆偉人たちと恋の誘惑（2017年） - フィンセント・ファン・ゴッホ 役[259]
- 戦刻ナイトブラッド（2017年） - 上杉景勝 役[256]
- グランブルーファンタジー（2019年） - フェール 役[260]
- REALIVE!〜帝都神楽舞隊〜（2020年） - 御代谷咲月 役[261]
- アートコードサマナー（2020年） - 鈴木春信 役
- PRINCE OF LEGEND LOVE ROYALE（2020年） - 寿希也 役
- ALTDEUS: Beyond Chronos（2020年） - アオバ イワザ 役[262]
- FAKEMOTION King of DOBON（2021年） - 織田佐之助 役
- ウインドボーイズ！（2021年） - 英篤影 役[263]

### ドラマCD
- 戦国ヴァンプ（2017年） - 織田信長 役[264]
- 『イケメンヴァンパイア◆偉人たちと恋の誘惑』シチュエーションCD〜フィンセント・ファン・ゴッホ 編〜（2018年） - フィンセント・ファン・ゴッホ 役
- 仁義なき婿取り 〜私を支配したい極悪ヤクザの求愛〜（2020年） - 紀羅 役[265]

### ナレーション
- 高崎翔太 独占密着！完全版〜故郷・新潟をめぐる旅！with 富田翔〜（2018年11月23日、TBSチャンネル2） - ナレーター[266]
- 古代エジプト展 -天地創造の神話-（2020年 - 2021年） - 展覧会キャラクター「アヌビス」声・モーションアクター、音声ガイドナレーター[183]

### CM・広告
- 味の素 ほんだし「お塩控えめのほんだし」篇、「毎日カルシウムほんだし」篇
- あんさんぶるスターズ！ブルゾンちえみ出演TVCM 凛月・嵐と共演篇（2017年） - 朔間凛月 役
- 和楽器バンド 2nd Single 『雪影ぼうし』（2018年） - ナレーション
- 三菱電機 三菱冷蔵庫「仮面レイトー瞬」（2018年） - 瞬レイト / 仮面レイトー瞬 役[267]
- イケメンヴァンパイア◆偉人たちと恋の誘惑 TVCM 〜荒牧慶彦篇〜（2018年） - フィンセント・ファン・ゴッホ 役
- 花王 フレアフレグランス「あの人のあれになりたい」キャンペーン「荒牧くんのマフラーになりたい / マフラー目線Vlog」篇（2020年）[268]
- KOSE エスプリーク スペシャルタイアップ（2023年）
  - トリプル ラスティング プライマー[269]
  - アクアリー スキンウェア カバー [270]
- 講談社 わたしの“好き”を描く。コミック大賞（2023年） - アンバサダー[271]

### イベント
- メインキャスト主催イベント（2013年・2014年）[272]
- 映画『Dance!DanceDance!!』完成披露上映イベント（2014年）
- 荒牧慶彦Special Event「夏の終わり秋の始まり〜土井一海を添えて〜」（2014年）
- 荒牧慶彦Birthdayイベント2015〜ピューロな御国で生誕祭〜inサンリオピューロランド（2015年）
- 舞台『炎の蜃気楼昭和編』トークイベント（2015年）
- 荒牧慶彦イベント『まきば会』（2016年 - 2018年）[詳細 3]
- 荒牧慶彦の FAN FAN FANTOUR 2017 IN SUMMER（2017年）[詳細 4]
- 荒牧慶彦 粉絲見面會 in Taiwan（2017年）
- 荒牧慶彦イベント『まきまつり』（2019年 - ）[詳細 5]
- 第3回薬剤耐性（AMR）対策普及啓発活動表彰式（2019年）[273]
- Disney 声の王子様 Voice Stars Dream Live 2020（2020年8月23日、ニコニコ生放送）[274]
- ACTORS☆LEAGUE（2021年 - ）[詳細 6]
- あくたーず☆りーぐ アートフェスタ in よみうりランド『フラワーパークでらんらんRUN』（2023年） - MC
- 和田雅成 30th Birthday Event（2021年） - 第3回ゲスト
- 演劇ドラフトグランプリ（2022年 - 2024年）[詳細 7]
- 『ろくマチちょっぴり遅めの納涼祭2022』〜飛んで火にいる夏の6人〜（2022年）[280]
- 佐藤流司の只の会（2022年） - 第1部ゲスト
- まっきーとけんた one man live「まっきーとけんたのらいぶ」（2022年）
- 明治座創業150周年記念 大祝祭（2023年）
- OTOKOMAE フェス（2024年） - MC[281]
- Pastureまつり（2024年 - ）[詳細 8]
- EPAD Re LIVE THEATER in Ishikawa 〜時を越える舞台映像の世界〜（2024年）
- 刀剣乱舞 大本丸博 2025（2025年）
- ネルケプランニング30th ANNIVERSARY『ネルフェス2024』後夜祭！（2025年）
- 「〜企画プレゼンバラエティ〜これ採用っスカ？」誰ですか？日曜日に大事なプレゼン会議を入れたのは！フェスと称した株主総会（2025年開催予定）[282]

### その他
- eスポーツチーム「AGP（Actors Gaming Project）」（2020年 - ） - SHIRYU[283]
- 期間限定ユニットプロジェクト「まっきーとけんた」（2021年 - 2022年）[284][285]

## 企画・プロデュース
- ミュージカル『I'm donut ?』（2023年6月 - 7月） - プロデュース[120]
- 舞台・ドラマ『Stray City シリーズ』（2023年 - ） - 企画・プロデュース
- ドラマ『奪われた僕たち』（2024年4月 - 5月）[155]
- Experimental Theater『結合男子』（2024年5月） - プロデュース
- ハンドレッドノート（2024年10月） - プロデュース[286]
- バラエティ番組『パスキン！』（2024年 - ）[37]
- 舞台タメ劇 vol.1『タイムカプセル Bye Bye Days』（2025年1月） - 企画・プロデュース

## 作品

### CD
- まっきーとけんた
  - 1st シングル『Calling...』（2021年12月1日）[285]
  - 2nd シングル『Nothing but...』（2022年1月26日）[287]
  - フルアルバム『まっきーとけんた』（2022年10月5日）

#### キャラクターソング
| 発売日                   | 商品名                                                                | 歌                                         | 楽曲                      | 備考                                                                    |
| ------------------------ | --------------------------------------------------------------------- | ------------------------------------------ | ------------------------- | ----------------------------------------------------------------------- |
| 2019年9月2日（配信限定） | REAL⇔FAKE                                                             | Stellar CROWNS with 朱音                   | REAL⇔FAKE                 | テレビドラマ『REAL⇔FAKE』オープニングテーマ                             |
| 2019年11月27日           | Cheers, Big ears!                                                     | Stellar CROWNS with 朱音                   | 「REAL⇔FAKE -Remix ver-」 | テレビドラマ『REAL⇔FAKE』関連曲                                         |
| 2019年11月27日           | Cheers, Big ears!                                                     | 牧野凪沙（荒牧慶彦）                       | P-F-Up!!                  | テレビドラマ『REAL⇔FAKE』関連曲                                         |
| 2019年11月27日           | Cheers, Big ears!                                                     | 牧野凪沙（荒牧慶彦）、育田悠輔（植田圭輔） | もしもの願い              | テレビドラマ『REAL⇔FAKE』関連曲                                         |
| 2021年1月22日            | REAL⇔FAKE One Day's Diary 凪沙&征行編 Blu-ray&DVD【初回限定版】特典CD | 牧野凪沙（荒牧慶彦）、瀬名征行（和田雅成） | 君との約束                | テレビドラマ『REAL⇔FAKE One Day's Diary 凪沙&征行編』エンディングテーマ |
| 2021年6月9日             | RUMOR                                                                 | Stellar CROWNS with 朱音                   | 「RUMOR」                 | テレビドラマ『REAL⇔FAKE 2nd Stage』オープニングテーマ                   |
| 2021年6月9日             | RUMOR                                                                 | Stellar CROWNS with 朱音                   | 僕らの明日へ              | テレビドラマ『REAL⇔FAKE 2nd Stage』関連曲                               |
| 2021年9月8日             | Huddle Up                                                             | 牧野凪沙（荒牧慶彦）                       | Mistery&Doubt             | テレビドラマ『REAL⇔FAKE 2nd Stage』関連曲                               |
| 2023年1月25日            | MISLEAD                                                               | Stellar CROWNS with 朱音                   | MISLEAD                   | テレビドラマ『REAL⇔FAKE Final Stage』オープニングテーマ                 |
| 2023年1月25日            | MISLEAD                                                               | Stellar CROWNS with 朱音& ASTRA RING       | 「WE ARE ONE」            | テレビドラマ『REAL⇔FAKE Final Stage』関連曲                             |
| 2023年6月7日             | FOR GOOD                                                              | 牧野凪沙（荒牧慶彦）                       | Your Smile                |                                                                         |
| 2023年6月7日             | FOR GOOD                                                              | 牧野凪沙（荒牧慶彦）、鈴木翔琉（佐藤流司） | Memories with you         |                                                                         |
| 2023年6月7日             | FOR GOOD                                                              | Stellar CROWNS with 朱音                   | WE ARE ONE                |                                                                         |

| 発売       | タイトル                                                    | 収録曲            | 歌                                                      | 備考 |
| ---------- | ----------------------------------------------------------- | ----------------- | ------------------------------------------------------- | ---- |
| 2021年11月 | 「あいつが上手で下手が僕で」EP                              | 1. Next Stage     | 湘南劇場おーるすたーず                                  |      |
| 2021年11月 | 「あいつが上手で下手が僕で」EP                              | 2.ニコイチ        | エクソダス （時浦可偉〈荒牧慶彦〉、島世紀〈和田雅成〉） |      |
| 2022年11月 | キャラクターソング 「あいつが上手で下手が僕で」シーズン2 EP | 1. Battle Cry     | 無人島☆おーるすたーず                                   |      |
| 2022年11月 | キャラクターソング 「あいつが上手で下手が僕で」シーズン2 EP | 2. オンリーユー！ | エクソダス                                              |      |
| 2024年11月 | 舞台「あいつが上手で下手が僕で」 -人生芸夢篇- Mカード       | 1. 夢限サバイバー | JINSEIぷれいやーず                                      |      |
| 2024年11月 | 舞台「あいつが上手で下手が僕で」 -人生芸夢篇- Mカード       | 2. ギミラミ       | エクソダス                                              |      |

- HIROZ SEVEN+ 1stアルバム『サムライロード』（2011年10月26日）
- ミュージカル『テニスの王子様』「WE ARE ALWAYS TOGETHER」TYPE A/ TYPE B（2013年4月24日） - 甲斐裕次郎 役
- ミュージカル『忍たま乱太郎』シリーズ - 立花仙蔵 役
  - 第5弾〜新たなる敵！〜（2014年6月27日）
  - 第5弾再演〜新たなる敵！〜（2015年1月22日）
  - 第6弾〜凶悪なる幻影！〜（2015年6月26日）
- 『あんさんぶるスターズ！オン・ステージ』舞台オリジナルソングCD（2018年9月12日） - 朔間凛月 役
- 『戦刻ナイトブラッド』ベストアルバム 弾奏アブソリュート（2018年9月19日） - 上杉景勝 役
- MANKAI STAGE『A3!』MUSIC Collection シリーズ - 月岡紬 役
  - 〜AUTUMN & WINTER 2019〜（2019年4月24日）
  - 〜SPRING 2019〜（2019年7月17日）
  - MANKAI Selection Vol.1（2020年8月26日）
  - 〜WINTER 2020〜（2020年9月23日）
  - Winter Troupe 雪の中で咲いた花（2021年12月15日）
- Disney 声の王子様 Voice Stars Dream SelectionII（2019年9月25日）[288]
- GHOST SONG 10.（2020年1月15日） - シャーロック・ホームズ 役
- FAKE MOTION -たったひとつの願い-（2021年2月24日） - 織田佐之助 役
- 『ヒプノシスマイク-Division Rap Battle-』Rule the Stage 音楽アルバム『Turn up the Stage』（2022年4月27日） - 白膠木簓 役[289]

### デジタルシングル
- 俳優デビュー10周年記念公演 殺陣まつり〜和風三国志〜 主題歌「10」（2023年2月5日）
- Stray Cityシリーズ『Club キャッテリア』テーマソング『revel にゃいと』（2023年5月15日）

## 書籍
- 荒牧慶彦 2と3のあいだ（2023年12月、日経BP）ISBN 978-4-296-20362-8

### 写真集
- 荒牧慶彦 1st写真集 『L.M.N.』（2017年5月1日、ポニーキャニオン、撮影：西村康）[290]ISBN 978-4-86529-271-8
- 編集長・荒牧慶彦『Challenge』（2018年4月27日、講談社）[291]ISBN 978-4-06-511319-6
- 荒牧慶彦写真集『if…』（2019年9月20日、講談社、撮影：小松陽祐）ISBN 978-4-06-516012-1
- 荒牧慶彦インタビュー集『cross roads』（2019年9月20日、講談社）ISBN 978-4-06-517113-4
- 荒牧慶彦 写真集『Seasons 〜春夏秋冬〜』（2020年10月23日、インディペンデントワークス、撮影：小林裕和）[292]ISBN 978-4-86205-939-0
- Stage Actor Alternative#15（2022年1月、インディペンデントワークス、撮影：小林裕和）[293]

### 雑誌連載
- 日経エンタテインメント!「2と3のあいだ」（2022年9月号 - 2023年8月号、日経BP社）[294]

### 関連書籍
- おーちようこ『舞台男子』（2016年1月28日、一迅社）ISBN 978-4-7580-4796-8

### ユニットメンバー
1. ↑  牧野凪沙（荒牧慶彦）、育田悠輔（植田圭輔）、沢瀬凛（小澤廉）、鈴木翔琉（佐藤流司）、梅原黎士郎（松村龍之介）、瀬名征行（和田雅成）、朱音（蒼井翔太）
2. 1 2 3  牧野凪沙（荒牧義彦）、育田悠輔（植田圭輔）、鈴木翔琉（佐藤流司）、梅原黎士郎（松村龍之介）、瀬名征行（和田雅成）、朱音（蒼井翔太）
3. ↑  卯野紘希（猪野広樹）、稲森弥月（笹森裕貴）
4. ↑  時浦可偉（荒牧慶彦）、島世紀（和田雅成）、鳴宮良（崎山つばさ）、蛇谷明日馬（鳥越裕貴）、現多英一（陳内将）、天野守（梅津瑞樹）、湾野岳（橋本祥平）、犬飼佑（田中涼星）
5. ↑  時浦可偉（荒牧慶彦）、島世紀（和田雅成）、岬一碧（和田琢磨）、高砂真夜（染谷俊之）、東雲嵩紀（溝口琢矢）、狭間くらげ（大平峻也）、千波未明（木津つばさ）、黒旗晩（中尾暢樹）
6. ↑  時浦可偉（荒牧慶彦）、島世紀（和田雅成）、岬一碧（和田琢磨）、高砂真夜（染谷俊之）、湾野岳（橋本祥平）、犬飼佑（田中涼星）